# Sciapus neoparvus
Sciapus neoparvus är en tvåvingeart som beskrevs av Dyte 1934. Sciapus neoparvus ingår i släktet Sciapus och familjen styltflugor. Inga underarter finns listade i Catalogue of Life.